# جوناثان بيريز (لاعب كرة قدم مواليد 1986)
جوناثان بيريز (بالإسبانية: Jonathan Píriz)‏ هو لاعب كرة قدم أوروغواياني في مركز الدفاع، ولد في 2 أكتوبر 1986 في مونتيفيديو في الأوروغواي. لعب مع إنديبندينتي ديل فال وإنديبندينتي وبنيارول ورامبلا جونيورز وناسيونال مونتيفيديو.

## وصلات خارجية
- جوناثان بيريز (لاعب كرة قدم مواليد 1986) على موقع قاعدة بيانات كرة القدم.إي يو (الإنجليزية)
- جوناثان بيريز (لاعب كرة قدم مواليد 1986) على موقع Soccerway.com (الإنجليزية)